# Serpent (grup musical)
Serpent és un grup català de música post-hardcore format a Barcelona el 2016, i influït per grups com Hot Snakes, Hüsker Dü i Fugazi. Els seus membres provenen de grups com Cinder, Col·lapse, The Gundown, The Anti-Patiks, Malestar Social o Appraise. La seva música és enèrgica i melòdica i les seves lletres són «una aproximació amarga i cruel a la realitat, inspirades en personatges infortunats i miserables, encara que tristament reals».
L'any 2019, l'àlbum Lluna roja fou considerat el Millor disc de l'any de hardcore/punk per la revista Mondo Sonoro.

## Membres
- Sergi Bertran «Beni»: veu i guitarra[5]
- Èric: bateria
- Fran: guitarra
- Marc: baix

## Discografia
- Demo (Pifia Records, 2017)
- Lluna roja (BCore Disc, La agonia de vivir, Pifia Records, Saltamarges i Navalla Discos, 2019)[6]
- Xoc de mermats (EP, BCore, 2022)[7]
- Amb la rancúnia pròpia d'un lletraferit (EP, BCore, 2021)[8]
- Durícies a l'ànima (EP, BCore, 2022)
- 20212022 (col·lecció dels 3 EP anteriors en 7", La Agonía de Vivir, Bcore, Navalla, Pifia Records, Tropical Riot, H-Records)[9]